# André

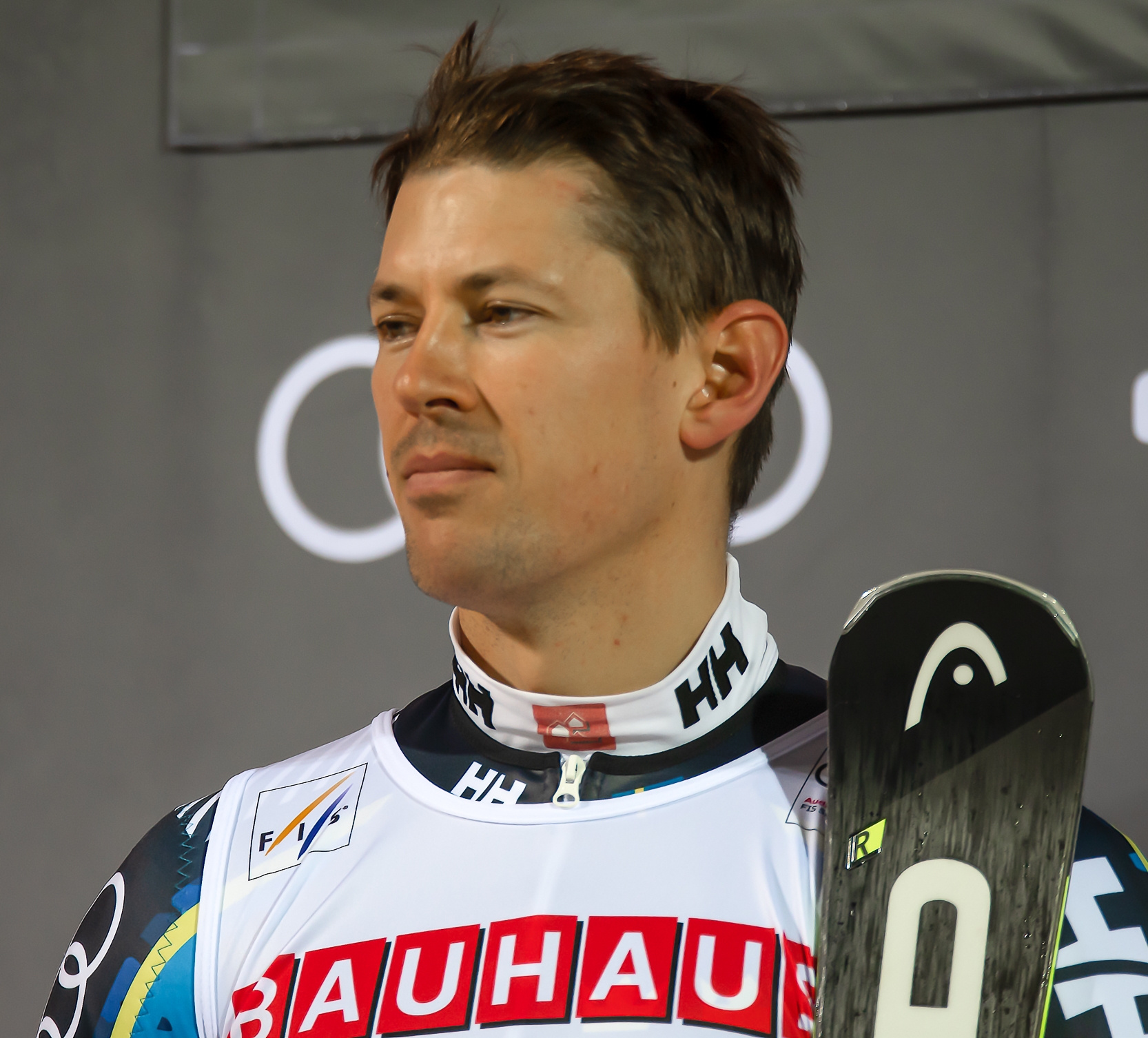
André Myhrer, 2019.

André är ett namn som används både som förnamn och som efternamn. I båda fallen har det sitt ursprung i det nytestamentliga och grekiska mansnamnet Andreas, med betydelsen 'man' eller 'den manlige'. Som förnamn är det en fransk variant av detta namn, jämförbart med det engelska Andrew och det skandinaviska Anders. Den 31 december 2021 var det totalt 13 600 personer i Sverige med André som förnamn, varav 6 447 hade namnet som tilltalsnamn (egentligen första förnamn).
Namnsdag i Sverige: 10 juli. (André: 1986–1992: 3 juli, 1993–2000: 1 november). I den finlandssvenska namnsdagslängden har André namnsdag 30 november sedan 2000.

## Personer med förnamnet André
- André (sångare)
- André 3000, amerikansk rappare
- André Agassi, amerikansk tennisspelare
- André-Marie Ampère, fransk matematiker och fysiker
- André Breton, fransk poet, surrealist
- André Brink, sydafrikansk författare
- André Franquin, belgisk serieskapare
- André Gide, fransk författare och nobelpristagare
- André Gorz, österrikisk-fransk författare och socialistisk teoretiker
- André Hazes, nederländsk musiker
- Andreé Jeglertz, svensk fotbollstränare
- André Lhôte, fransk konstnär och skulptör
- André Malraux, fransk författare och politiker
- André Myhrer, svensk utförsåkare, OS-guld 2018
- André Pops, svensk sportkommentator och programledare
- André Previn, amerikansk pianist och dirigent
- André Rieu, holländsk violinist och kompositör
- Andre Romelle Young, amerikansk rappare, mest känd under namnet Dr. Dre
- André Oscar Wallenberg, svensk bankman och politiker
- André Wickström, finlandssvensk komiker